# Alberto Montaño
Alberto Guillermo Montaño Angulo (Esmeraldas, 23 de março de 1970) é um ex-futebolista equatoriano.

## Carreira
Jogou por Barcelona, Santiago Wanderers, Barcelona Sporting Club, Delfin, Deportivo Cuenca, Espoli e Juventud Antoniana até se aposentar em 2007, no Atlanta.

## Seleção
Montaño jogou oito anos pela Seleção Equatoriana (1992-2000), tendo disputado duas Copas América (1997 e 1999).